# ホセ・キンテーロ
ホセ・ベンハミン・キンテーロ（José Benjamín Quintero、1924年10月15日 - 1999年2月26日）は、パナマの舞台演出家・映画監督。

## 作品
- ローマの哀愁